# 말죽거리 잔혹사
말죽거리 잔혹사는 2004년 1월 16일에 개봉된 대한민국의 영화이다.
이 영화는 1978년 유신말기 고등학교를 다녔던 다소 여성스러운 성격의 현수라는 인물이 새롭게 전학간 학교에서 적응해 나가는 과정을 묘사 하고 있다. 이 영화를 만든 유하 감독은 현수라는 인물이 새로운 학교에 적응해가는 과정을 통해 당시 사회 전체에 모세혈관처럼 퍼져 있던 '군사주의' 문화를 특정 개인이 내재화하는 과정을 상세하고 내밀하게 보여주고 있다. 여기에서 이소룡의 절권도는 주인공인 현수가 지극히 남성적인 정체성을 획득하는 과정을 촉진하는 일종의 시대적 촉매 장치로 작동한다.
참고로 이 영화의 모티브가 된 실제 고등학교는 서울특별시 서초구 방배동에 위치한 상문고등학교이며, 유하 감독은 이 학교의 6회 졸업생으로서 자신의 고교시절의 자전적 경험담을 녹아내어 영화의 각본을 만들었다. 그런데 우연의 일치인지 《말죽거리 잔혹사》에는 유하 감독을 비롯해 제작자, 출연배우 4명이 모두 상문고등학교 출신이다.
영화의 감독 및 각본을 맡은 유하 감독은 상문고 6회 출신, 당시 영화의 제작을 맡은 싸이더스 노종윤 이사는 상문고 7회 졸업생이다. 그리고 선도부장 종훈 역으로 열연을 보여준 이종혁은 상문고 18회 졸업생으로 유하 감독은 캐스팅 후에 그가 같은 학교 후배라는 것을 알게 되었다고 한다. 또한 엔딩 타이틀 곡을 부른 가수 김진표 역시 상문고 21회 졸업생으로 1978년 고등학교를 배경으로 한 이 영화에 4명의 동문이 참여했다는 사실은 촬영 기간 내내 화제가 되었다고 한다.

## 캐스팅
- 권상우 - 김현수 역(마지막에서는 종훈과 싸우다 폭행까지 하고 다치게 만들어 종훈을 병원에 신세를 지게 한 후 종훈 모의 계락으로 학교에 퇴학 당함. 재복과 다시 만나게 됨)
- 한가인 - 강은주 역
- 이정진 - 김우식 역
- 이종혁 - 차종훈 역(현수에게 폭행을 당하다가 다쳐 병원까지 신세지게 됨)
- 백봉기 - 치타 (백봉학) 역
- 김인권 - 찍새 (전준식) 역
- 서동원 - 박성춘 역
- 최재환 - 여드름 역
- 박효준 - 햄버거(함재복) 역(마지막에는 음란책 때문에 학교를 그만두게 되고 현수와 재회하게 됨)
- 박혁민 - 뱁새 (천남식) 역
- 조진웅 - 야생마 패거리 역(종훈과 똑같이 현수에게 얻어맞고 폭행을 당해 병원에서 신세를 지게 되자 입원을 함)
- 이규호 - 야생마 패거리 선도부원 역
- 안내상 - 담임 및 수학 선생님 전대근 역
- 김병춘 - 교련 선생님 최병삼 역
- 권태원 - 영어 선생님 역
- 정재진 - 교장 선생님 역
- 박수영 - 정치경제 선생님 역
- 양한석 - 체육 선생님 신재명 역
- 김대성 - 현수반 학생 역
- 전진우 - 떡볶이집 DJ 전진우 역
- 한재영 - 현수반 학생 역
- 김부선 - 떡볶이집 아줌마 역 (특별출연)
- 이숙 - 우식 어머니 역 (특별출연)
- 전성애 - 종훈 어머니 역 (특별출연)
- 천호진 - 현수 아버지 역 (특별출연) - (현수가 학교성적 때문에 종훈을 다치게 했다고 병원까지 찾아오게 되자 종훈 모와 현수를 학교에 퇴학으로 합의를 보고 무릎꿇고 용서를 빌게 되고 아들 현수와 집으로 돌아가게 됨)